# Бородино (Дмитриевское сельское поселение)
Бородино́ — деревня в составе Дмитриевского сельского поселения Галичского района Костромской области России.

## География
Деревня расположена у автодороги Судиславль — Солигалич Р100.

## История
Согласно Спискам населённых мест Российской империи в 1872 году деревня относилась к 2 стану Галичского уезда Костромской губернии. В ней числилось 11 дворов, проживали 21 мужчина и 33 женщины.
Согласно переписи населения 1897 года в деревне проживало 70 человек (38 мужчин и 32 женщины).
Согласно Списку населённых мест Костромской губернии в 1907 году деревня относилась к Воскресенской волости Галичского уезда Костромской губернии. По сведениям волостного правления за 1907 год в ней числилось 17 крестьянских дворов и 70 жителей. Основными занятиями жителей деревни были малярный и плотницкий промыслы, сельскохозяйственные работы.
До муниципальной реформы 2010 года деревня входила в состав Пронинского сельского поселения.